# Hanka Grothendieck
Hanka Grothendieck nascuda Johanna Grothendieck (Blankensee, Trebbin, Província de Brandenburg, Regne de Prússia, 21 d'agost de 1900 - Bois-Colombes, 16 de desembre de 1957) fou una actriu i periodista alemanya exiliada a França. És mare del matemàtic Alexandre Grothendieck.
Nasqué en una família de classe mitjana protestant d'origen neerlandès. Es casà per primer cop amb Johannes "Alf" Raddat, amb la que va tenir una filla. En la dècada de 1920 es va traslladar a Berlín, on va treballar com a periodista pel diari progressista Der Pranger (El costell). Allí va simpatitzar amb el moviment llibertari i es va aparellar amb l'emigrat anarquista rus Alexandre Tanaroff (Sacha Schapiro) que compartia l'ideal anarquista i amb qui va viure fins a 1933.
El 1933, Sacha marxa de Berlín cap a París. El 1934, s'uneix a ell i dona classes d'alemany per sobreviure. De setembre de 1937 a maig de 1939 va treballar de minyona del comissari de policia de Nimes. Allí es va relacionar amb Volin. Després es va unir al seu marit i al seu fill a París. Allí es va retrobar amb Volin, Dori i André Prudhommeaux i altres col·laboradors del periòdic anarquista Terre libre. En setembre de 1939, durant la declaració de guerra, la situació dels refugiats s'agreuja, ja que ara són "nacionals enemics". La família torna a Nimes on és acollida per una mestra de secundària. L'octubre de 1939 Sacha Schapiro fou internat al camp de Vernet, i cap el 1942 fou deportat a Auschwitz, on va desaparèixer.
El març de 1940 marxà de Nimes amb el seu fill cap a Moriés (Boques del Roine), una colònia de joves refugiats espanyols apadrinada pel Comité français de secours aux enfants i finançada pels quàquers estatunidencs. Dos mesos més tard, la colònia es trasllada a Marsella, al castell de Caillols, on es arrestada l'1 d'agost i traslladada amb el seu fill al camp de Rieucros. D'allí és enviada al camp de Gurs, mentre que el seu fill es troba refugiat al Collège cévenol a Lo Chambon (Alt Loira). El 13 de febrer de 1942 ambdós foren transferits al camp de Brens prop de Galhac (Tarn) com a pas previ a la deportació als camps d'extermini, però aconsegueixen evadir-se. Foren amagats per una associació protestant que té per missió per salvar els nens jueus.
Al final de la guerra, es troben a Meirargues (comuna de Vendargues, Erau), i Alexandre comença els seus estudis de matemàtiques a Montpeller. Hanka va escriure una novel·la autobiogràfica (inèdita), Eine Frau, que relaciona la seva vida fins a 1927, i reprèn els contactes amb activistes llibertaris, inclosa la parella Prudhommeaux. El 1948, (probablement) segueix al seu fill a la regió de París, i després s'instal·la a Bois-Colombes on acaba els seus dies.